# 八尾市消防本部
八尾市消防本部（やおししょうぼうほんぶ）は、大阪府八尾市の消防部局（消防本部）。管轄区域は八尾市全域。

## 概要
- 消防本部：八尾市高美町5-3-4
- 管内面積：41.71km2
- 職員定数：250人
- 消防署1カ所、分署1カ所、出張所4カ所
- 主力機械（2024年4月現在）
  - CD-1型消防ポンプ車(P)(RP)：3（予備車2）
  - CD-1型小型水槽付ポンプ車(ST)：4
  - 水槽付消防ポンプ自動車(T)：5(1台はレッドアーマー仕様)
  - はしご車(L)：2
  - 化学消防車(C)：1
  - 高規格救急車(A)：7（うち予備車２台）
  - 救助工作車(R)：1(レッドアーマー仕様)
  - 指揮車(CS)(CC)：2
  - 警防車：1
  - 人員搬送車：1
  - 連絡車：2
  - 救急啓発車：1
  - 防災パトロール車：2
  - マイクロバス：1

## 沿革
- 1946年4月 官設消防として、八尾消防署・山本出張所・竜華出張所を設置する。
- 1948年3月 自治体消防として、八尾町外9カ町村消防組合が発足する。
- 1948年4月 市制施行に伴い、八尾市外5カ村消防組合に改称する。
- 1948年12月 八尾市単独の消防部局として、八尾市消防本部・八尾市消防署を設置する。
- 1950年8月 消防本部・消防署庁舎が移転する。
- 1952年8月 龍華出張所を廃止する。
- 1956年10月 救急車を配備し、救急業務を開始する。
- 1965年8月 化学消防車を配備する。
- 1967年11月 15m級屈折はしご付消防自動車を配備する。
- 1969年12月 志紀出張所を開設する。
- 1972年3月 救助工作車を配備する。
- 1973年5月 救急車を山本出張所に配備する。
- 1974年11月 消防本部・消防署庁舎（現庁舎）を新築し移転する。旧消防本部庁舎に栄町出張所を開設する。
- 1974年12月 32m級はしご車を配備する。
- 1979年4月 八尾市消防音楽隊が発足する。
- 1982年9月 救急車を栄町出張所に配備する。
- 1983年4月 高安出張所を開設する。山本出張所が山本分署に昇格する。
- 1989年4月 亀井出張所を開設する。
- 1991年10月 救急車を亀井出張所に配備する。
- 1994年12月 高規格救急車を本署に配備し、救急救命士が活動を開始する。
- 1996年3月 高規格救急車を山本分署に配備する。
- 1998年2月 高規格救急車を亀井出張所に配備する。
- 1999年2月 高規格救急車を栄町出張所に配備する。
- 2008年8月 志紀出張所が老朽化の為建て替えられる。
- 2008年8月  救急需要増加に伴い高規格救急車(A)を志紀出張所に新規配備する。
- 2008年10月 救急需要増加に伴い高規格救急車(A)を高安出張所に新規配備する。市内の企業からの寄贈車輌
- 2009年12月 CD-1型消防ポンプ車(ST)を更新し志紀出張所に配置する。
- 2009年12月 高規格救急車(A)を更新し亀井出張所に配置する。
- 2009年12月 水槽付消防ポンプ車(T)を更新し山本分署に配置する。
- 2010年1月 救助ポンプ付消防車(RP)を更新し山本分署に配置する。
- 2010年3月 化学車Ⅱ型(C)を更新し本署に配置する。
- 2010年11月 本署配置の40m級はしご車(L)がNoxPM法の為更新される
- 2011年3月 高規格救急車(A)を更新し栄町出張所・山本分署に配置する。栄町出張所の車輌は第九代八尾市消防団長よりの寄贈車輌
- 2012年3月 CD-1型消防ポンプ車(P)を更新し本署に配置する
- 2012年3月 高規格救急車(A)を更新し山本分署に配置する。
- 2012年3月 現場指揮車(CS)を更新し本署に配置する。
- 2012年3月 災害支援車(SC)を更新し本署に配置する。
- 2013年10月 指揮車(CC)を更新し本署に配置する。
- 2014年3月 消防指令システムを更新・消防救急デジタル無線に移行し指令Ⅲ型となる。
- 2014年2月 高規格救急車(A)を更新し志紀出張所に配置する。
- 2014年3月 CD-1型小型水槽付消防ポンプ車(ST)を更新し志紀出張所に配置する。

## 組織
- 本部 - 消防総務課、予防課、警防課
- 消防署 - 指令課、第1警備課、第2警備課

## 消防署
| 消防署       | 住所        | 出張所                                                                                      |
| ------------ | ----------- | ------------------------------------------------------------------------------------------- |
| 八尾市消防署 | 高美町5-3-4 | 山本：西山本町3-6-18 志紀：志紀町西2-1-3 栄町：栄町2-3-10 高安：千塚2-191 亀井：亀井町2-7-7 |